# زولتان برش
زولتان بِرِش (مجاری: Béres Zoltán؛ زادهٔ ۱۹ ژانویهٔ ۱۹۷۰) بوکسور اهل مجارستان است.